# Гомерівський епос
Гомерівський епос. Епос та його особливості.
Розподіл художніх творів за трьома родами літератури: епос, лірика, драма — започаткував у IV ст. до н. е. видатний еллінський учений-енциклопедист Арістотель. До речі, давньогрецькій літературі притаманна саме така послідовність виникнення та розквіту родів літератури (епос — лірика — драма). А починався еллінський епос двома епічними поемами Гомера — «Іліада» і «Одіссея», які визначають як героїчний епос.
Цікаво також відзначити, що гомерівський епос відбив у собі ще більш давню культуру, а саме культуру острова Криту. У Гомера можна знайти багато елементів побуту, життя суспільства, що нагадують про цю давню культуру. У критських написах згадуються імена героїв, відомих з епосу Гомера, а також імена богів, завжди вважалися суто грецькими.
За часом створення, а також низкою ідейно-художніх ознак героїчний епос поділяють на архаїчний і класичний. У архаїчному епосі ще явно помітна його генетична спорідненість із міфом і казкою. Так, герої архаїчного героїчного епосу, вирізняються не лише своєю фізичною силою та бойовою майстерністю, а й «шаманською силою», а їхні епічні вороги часто виступають у образах не людей, а фантастичних потвор.
Головні теми архаїчного епосу:
- боротьба з чудовиськами, очищення від них землі;
- героїчне сватання до «судженої»;
- родова помста тощо.

Епічний час в архаїчному епосі — якісь віддалені і абстрактно-неконкретні епохи.
Принципово інша ситуація в класичному героїчному епосі. Тут богатирі-вожді(наприклад Агамемнон, Ахілл, Одіссей, Гектор) і воїни представляють конкретну історичну народність, а їхні суперники є її конкретними історичними ворогами(як троянці, котрі конкурували з ахейцями в боротьбі за політичний уплив та контроль над морськими торговими шляхами).
У центрі класичного героїчного епосу зазвичай знаходиться якась важлива для народу історична подія, велика доленосна війна.
Античний героїчний епос виникає в ту переломну епоху, коли особистість починає виділятися з первісного колективу, тому часто ми бачимо нечувану раніше індивідуалізацію персонажів.
Скажімо, кожен з героїв «Іліади» — це особистість, індивідуальність, наділена своїми рисами характеру: Ахілл-мужній і безстрашний, Одіссей-ще й хитрий, передбачливий, Агамемнон-чванливий, пихатий. Водночас всі вони ще об'єднані міцними узами родо-плмінних стосунків (скажімо, образа Ахілла-це ще й образа усіх мірмідонян, його одноплеменців, які були з ним під Троєю. Це треба постійно пам'ятати, аби не оцінювати вчинки персонажів із сучасної точки зору: «До героїчних характерів класичного епосу не можна застосувати ані їхньої індивідуалістичної інтерпретації як ізольованих від суспільства шукачів пригод і подвигів(що згодом надзвичайно яскраво втілиться в середньовічному лицарському романі і аж до пародійного образу „шукача пригод і подвигів“ Дон Кіхота.-Ю. К.), ані наївне уявлення про них як про дисциплінованих „солдатів“, які підпорядковують свою волю надособистим цілям колективу» (Є.Мелетинський).
Окрім героїчного епосу в античній літературі виник також дидактичний епос, а також пародійний епос.
Насамкінець слід зауважити, що обидві поеми Гомера відносять саме до героїчного епосу, хоча, власне «героїка»(битви) переважають у «Іліаді», а в «Одіссеї» значно зростає питома вага авантюрного(пригодницького), чарівного та родинно-побутового елементу.
Особливо варто відзначити мову поем. Написані вони гекзаметром (шестистопним дактилем), який вимовлявся кілька співуче. Величезне значення мають також постійні епітети, розгорнуті «хмарогонитель» Зевс, «білолокітна» Гера, «срібнонога» Фетіда, більшою частиною складні, трохи громіздкі. Розгорнуті порівняння (битва, наприклад, малюється як бурхливий пожежа, буря в лісі, сутичка диких звірів, розлив річки, що прорвав всі греблі) уповільнюють розповідь, як і мови, якими часто обмінюються герої під час запеклої битви. Уповільнений темп оповіді, його величний характер розмальовується незвичайними фарбами в описі природи.
У поемах кожна річ зрима, відчутна і барвиста. Море, наприклад, «сиве» в піні прибою, «фіалкові» під синім небом, «пурпурне» в променях заходу. Навіть земля в «Іліаді» «сміється» в блиску щитів і обладунків під весняним сонцем.
В гомерівському епосі втілена не тільки сувора героїка війни, але і радість творчості, творчої праці і мирного життя, заснованої на повазі до людини, на пробудження в ній найкращих, гуманних почуттів.
Тому-то гомерівський епос по праву вважається енциклопедією давнього життя.